# Morwenna
Morwenna  è un nome proprio di persona cornico e gallese femminile.

## Varianti
- Cornico: Morwen[1]
- Gallese: Morwen[1], Morwyn[1]

## Origine e diffusione
È tratto dal termine cornico moroin, avente il significato di "fanciulla" (sebbene venga talvolta ricondotto ai termini celtici mori, "mare", e windo, "bianco"). Etimologicamente, questo termine è imparentato con il gallese morwyn, da cui deriva la variante Morwyn. Per semantica, è analogo ad altri nomi quali Cora, Corinna, Colleen, Talitha e Zita.
Il nome è in diffuso principalmente in Cornovaglia, Devon e nel resto dell'Inghilterra sudoccidentale.

## Onomastico
L'onomastico si può festeggiare l'8 luglio in memoria di santa Morwenna, le cui reliquie sono conservate a Morwenstow; secondo alcune fonti era una figlia di san Brychan.

## Persone
- Morwenn Moguerou, nome di battesimo della conduttrice radiofonica e scrittrice italofrancese Ema Stokholma

## Il nome nelle arti
- Morwen è un personaggio delle opere di J. R. R. Tolkien.
- Morwenna Poldark è un personaggio appartenente alla serie di romanzi Poldark, e al suo adattamento televisivo.
- Morwenna Newcross è un personaggio della serie televisiva Doc Martin.